# Олсон, Кейтлин
Э́йми Кэ́йтлин О́лсон (англ. Aimee Kaitlin Olson; 18 августа 1975, Тигард, Орегон) — американская актриса и комедиант. Известна ролью Диандры Рейнольдс из телесериала «В Филадельфии всегда солнечно».

## Личная жизнь
С 27 сентября 2008 года замужем за актёром и своим коллегой по сериалу «В Филадельфии всегда солнечно» Робом Макэлхенни (род.1977), с которым до их свадьбы встречалась 2 года. У супругов есть два сына — Аксель Ли Макэлхенни (род. 01.09.2010) и Лео Грэй Макэлхенни (род. 05.04.2012).

## Избранная фильмография
| Год          |    | Русское название              | Оригинальное название             | Роль                   |
| ------------ | -- | ----------------------------- | --------------------------------- | ---------------------- |
| 2000         | ф  | Бар «Гадкий койот»            | Coyote Ugly                       | торгующаяся костюмерша |
| 2005 — н. в. | с  | В Филадельфии всегда солнечно | It's Always Sunny in Philadelphia | Диандра Рейнольдс      |
| 2009         | ф  | Синоптик                      | Weather Girl                      | Шерри                  |
| 2010         | ф  | Как выйти замуж за 3 дня      | Leap Year                         | Либби                  |
| 2011         | мс | Гриффины                      | Family Guy                        | Бренда Куагмайр        |
| 2012         | мс | Бесконтрольные                | Unsupervised                      | Carol / Danielle       |
| 2012         | мс | Бриклберри                    | Brickleberry                      | Этель Андерсон         |
| 2013         | ф  | Копы в юбках                  | The Heat                          | Татьяна                |
| 2016         | мф | В поисках Дори                | Finding Dory                      | Судьба                 |
| 2016         | мс | Симпсоны                      | The Simpsons                      | Квин                   |
| 2017—2018    | с  | Мик                           | The Mick                          | Маккензи «Мик» Мёрфи   |
| 2021         | с  | Хитрости                      | Hacks                             | Дебора Диджей          |
| 2024 — н. в. | с  | Большой потенциал             | High Potential                    | Морган Гиллори         |